# Pan-Amerikaanse kampioenschappen judo 2013
De Pan-Amerikaanse kampioenschappen judo 2013 waren de 37ste editie van de Pan-Amerikaanse kampioenschappen judo en werden gehouden in San José, Costa Rica, van 19 april tot en met 20 april 2013. 

## Resultaten

### Mannen
| Gewichtsklasse | Goud            | Zilver                 | Brons                                 |
| -------------- | --------------- | ---------------------- | ------------------------------------- |
| – 55 kg        | Kelvin Vásquez  | Adonis Diaz            | Cristian Toala Armando Maita          |
| – 60 kg        | Felipe Kitadai  | Nabor Castillo         | Nicholas Kossor Abel Montero          |
| – 66 kg        | Luiz Revite     | Patrick Gagne          | Bolen Bradford Charles Chibana        |
| – 73 kg        | Nick Delpopolo  | Magdiel Estrada        | Bruno Mendonça Alejandro Clara        |
| – 81 kg        | Victor Penalber | Antoine Valois-Fortier | Travis Stevens Jonathan Fernandez     |
| – 90 kg        | Asley González  | Tiago Camilo           | Alexandre Emond Jacob Larsen          |
| – 100 kg       | Renan Nuñes     | José Armenteros        | Dilyaver Sheykhisyamov Luciano Correa |
| + 100 kg       | Rafael Silva    | Óscar Brayson          | Alex García Ramón Flores              |
| Team           | Brazilië        | Canada                 | Cuba Venezuela                        |

### Vrouwen
| Gewichtsklasse | Goud              | Zilver            | Brons                             |
| -------------- | ----------------- | ----------------- | --------------------------------- |
| – 44 kg        | Milagros González | Evelin Rodríguez  | Estefania Soriano Sandra Sánchez  |
| – 48 kg        | Sarah Menezes     | Dayaris Mestre    | Paula Pareto Edna Carrillo        |
| – 52 kg        | Yanet Bermoy      | Luz Olvera        | Mónica Hernández Érika Miranda    |
| – 57 kg        | Rafaela Silva     | Marti Malloy      | Melissa Rodríguez Ketleyn Quadros |
| – 63 kg        | Maricet Espinosa  | Katerine Campos   | Diana Velasco Hannah Martin       |
| – 70 kg        | Kelita Zupancic   | Onix Cortés       | Kayla Harrison Yuri Alvear        |
| – 78 kg        | Mayra Aguiar      | Catherine Roberge | Keivi Pinto Amy Cotton            |
| + 78 kg        | Idalys Ortíz      | Heidy Abreu       | Melissa Mojica Rochele Nunes      |
| Team           | Verenigde Staten  | Mexico            | Cuba Brazilië                     |

## Medaillespiegel
| Plaats | Land                   | Goud | Zilver | Brons | Totaal |
| 1      | Brazilië               | 8    | 2      | 6     | 16     |
| 2      | Cuba                   | 4    | 6      | 1     | 11     |
| 3      | Canada                 | 1    | 3      | 3     | 7      |
| 4      | Verenigde Staten       | 1    | 2      | 7     | 10     |
| 5      | Dominicaanse Republiek | 1    | 0      | 2     | 3      |
| 5      | Venezuela              | 1    | 0      | 2     | 3      |
| 7      | Mexico                 | 0    | 2      | 4     | 6      |
| 8      | Guatemala              | 0    | 1      | 0     | 1      |
| 9      | Argentinië             | 0    | 0      | 3     | 3      |
| 10     | Colombia               | 0    | 0      | 2     | 2      |
| 11     | Ecuador                | 0    | 0      | 1     | 1      |
| 11     | Puerto Rico            | 0    | 0      | 1     | 1      |
| Totaal | Totaal                 | 16   | 16     | 32    | 64     |

1952 · 
1956 · 
1958 · 
1960 · 
1965 · 
1968 · 
1970 · 
1972 · 
1974 · 
1976 · 
1978 · 
1980 · 
1982 · 
1984 · 
1985 · 
1988 · 
1990 · 
1992 · 
1994 · 
1996 · 
1997 · 
1998 · 
1999 · 
2000 · 
2001 · 
2002 · 
2003 · 
2004 · 
2005 · 
2006 · 
2007 · 
2008 · 
2009 · 
2010 · 
2011 · 
2012 · 
2013 · 
2014 · 
2015 · 
2016 · 
2017 · 
2018 · 
2019 · 
2020 · 
2021